# Don Quixote (film fra 1923)
 For alternative betydninger, se Don Quixote (flertydig). (Se også artikler, som begynder med Don Quixote)
Don Quixote er en britisk stumfilm fra 1923 af Maurice Elvey.

## Medvirkende
- Jerrold Robertshaw som Don Quixote
- George Robey som Sancho Panza
- Frank Arlton som Perez
- Marie Blanche
- Bertram Burleigh som Sanson Carrasc
- Adeline Hayden Coffin
- Sydney Fairbrother som Tereza